# 쿠너스도르프 전투
쿠너스도르프 전투 혹은 쿠네르스도르프 전투는 프리드리히 대왕(Frederick the Great)이 겪은 최악의 패배이다. 1759년 8월 12일, 프랑크푸르트(오데르)(독일 서부 마인 강에 위치한 유명 도시인 프랑크푸르트와 달리 독일 동부 오데르 강에 위치해 있다.) 동쪽으로 5 km 떨어진 쿠너스도르프(Kunersdorf)에서 50,900명의 프로이센군은 표트르 살티코프(Pyotr Saltykov)가 지휘하는 41,000명의 러시아군과 폰 라우돈 휘하의 기병대가 주축이 된 18,500명의 오스트리아 병력에게 참담한 패배를 당했다. 50,900명의 프로이센군 중에서 전투 후 베를린에 귀환한 병력은 3,000명밖에 되지 않았으며, 무수한 병력이 전사하거나 부상당하고, 더 많은 수의 병력이 궤주해 버렸다.
이 전투는 프로이센군이 러시아군의 측면을 공격하면서 시작되었다. 이 공격은 성공적이었고, 만약 프리드리히 왕이 동생의 건의처럼 공격을 멈추었더라면 쿠너스도르프 전투는 프로이센의 승리로 끝났을 것이다. 그러나 프로이센군의 총지휘를 맡은 프리드리히는 초전의 승리를 이어나가고자 하였고, 전투를 계속하기로 결심하였다. 프로이센군의 공격이 흐트러졌을 때 좀 더 멀리에서 예비대로 대기하고 있던 오스트리아 기병대가 전투에 참여했다. 그러나 프리드리히 대왕은 병력을 재집결시키는 데 성공했고, 계속적으로 동맹군에 공세를 가하였다.
전황은 프리드리히 빌헬름 폰 자이틀리츠가 지휘하는 프로이센의 강력한 기병대가 러시아군의 중앙과 포병대를 돌격한 초저녁 즈음에 절정에 달했다. 프로이센 기병대는 반격에 의해 상당한 피해를 입었고, 완전히 동요한 상태에서 퇴각하였다. 자이틀리츠 자신도 상당한 부상을 입었다. 러시아의 중기병대와 오스트리아의 크로아티아 기병대, 러시아의 칼미크(Kalmyk) 기병대를 포함한 연합군 기병대는 반격을 개시했고 프로이센군의 좌익에 위치한 군대를 궤산시켰다. 프리드리히 왕 자신도 간신히 포로로 잡히는 것을 면할 수 있었다. 프리드리히는 적의 전군에 맞서서 홀로 전열을 유지하며 끝까지 싸울 것인지, 아니면 자살을 할지 고민을 하면서 자신의 레이피어를 바닥에 찔러 넣은 채로 작은 언덕에 홀로 서 있었다. 그때 기병사령관 에른스트 실비우스 폰 프리트비츠가 왕을 구하기 위해 200명의 기병대를 이끌고 왕이 있던 언덕에 도달하였고, 왕으로 하여금 전장을 떠나도록 설득할 수 있었다.
러시아와 오스트리아 연합군은 15,000명의 병력을 잃었고 이 중에서 5,000명이 전사하였다. 프로이센군은 심각한 피해를 입었는데, 172문의 포를 상실했고 6,000명이 전사, 13,000명이 부상을 당하고 26,000명의 병력이 궤산되었다. 전투가 벌어진 지 4일 후에 26,000명의 병력 중 대부분이 부대에 귀환하였고, 프리드리히 휘하의 군대는 32,000명의 병력과 50문의 포를 가진 전력으로 재건되었다.
쿠너스도르프 전투는 기마 포병대가 최초로 정규 부대로 배치된 전투이다. 이 부대는 기병과 포병의 특징을 혼합한 부대로서 병사들은 전원 전투 중 말을 타고 움직인다. 이 부대는 아주 최근에 구성되었으며 프로이센군에만 배치되었다. 비록 쿠너스도르프 전투에서 궤멸 당했지만, 이 포병대는 같은 해 다시 편성되었으며, 막센 전투에 참여하였다.

## 쿠네스도르프에서 작성한 프리드리히의 노트
프리드리히는 전투가 끝난 저녁 베를린에 다음과 같이 써서 보냈다. 그는 전투 도중 패배를 직감했을 때 죽을 심정으로 있었다.
오늘 아침 11시 경, 나는 적을 공격했소....나의 전군은 최선을 다 해 싸웠으나 무수한 피해를 입었소. 아군은 혼란 상태에 빠졌고, 나는 이들을 세 번이나 다시 집결시켜야만 했소. 전투에 끝날 무렵 나는 적에게 포획될 위험에 처했고 퇴각을 결심해야했소. 내 코트는 총탄에 의해 구멍이 났고, 내가 타던 말 두필은 적의 총탄에 의해 죽고 말았다오. 내 불운은 내가 아직까지 살아있다는 것이며.....우리의 패배는 끔찍할 정도요. 나에게 남아있는 병력은 48,000 중 3,000 정도밖에 되지 않으며, 내가 이 글을 쓰고 있는 와중에도 우리 모두는 퇴각을 위해 걸음을 서두르고 있소. 나는 더 이상 내 군대의 지휘관이 아니요. 베를린에 있는 누군가의 안전을 생각하는 일은 훌륭한 일이나....이 잔인한 실패로 인해 나는 살아남지 못할 것 같소. 전투의 결과는 전투 그 자체보다 끔찍하다오. 나는 재기를 위한 그 어떤 수단도 가지지 못하고 있소. 왜냐하면 솔직히 고백하건대, 나는 모든 것을 잃었기 때문이오. 나는 내 조국의 파멸로 인해 더 이상 살아남지 못할 것이오. 영원한 작별을!

## 참고 문헌
- Kungliga artilleriet: Det ridande artilleriet (1987) editor: Jonas Hedberg (summary in English) ISBN 91-85266-39-6